# Адолф фон Айнзидел
Адолф фон Айнзидел (на немски: Adolf Graf von Einsiedel; * 19 март 1776 в Дрезден; † 20 юли 1821 в Люцен, Саксония-Анхалт) е граф от саксонския благороднически род Айнзидел и пруски полковник.
Той е петият син на граф Детлев Карл фон Айнзидел (1737 – 1810), саксонски кабинет-министър и основател на предприятие, и първата му съпруга графиня Сидония Албертина фон  Шьонбург-Лихтенщайн (1745 – 1787), дъщеря на граф Вилхелм Хайнрих фон Шьонбург-Лихтенщайн (1714 – 1750) и графиня Вилхелмина фон Золмс-Лаубах (1723 – 1773). Баща му Детлев Карл се жени втори път на 14 март 1791 г. в Дрезден за Йохана Амалия фон Панвиц (1750 – 1810).
Братята му са Карл фон Айнзидел (1770 – 1841), саксонски таен съветник и посланик, и Детлев фон Айнзидел (1773 – 1861), саксонски държавник и желязно-минен предприемач.
Адолф фон Айнзидел умира на 45 години на 20 юли 1821 г. в Люцен и е погребан във Волкенбург.

## Фамилия
Адолф фон Айнзидел се жени на 5 юли 1811 г. във Волкенбург за Клементина Ройс-Кьостриц (* 5 юли 1789, Кьостриц; † 1 май 1870, Берлин), дъщеря на граф Хайнрих XLVIII Ройс-Кьостриц (1759 – 1825) и графиня Кристина Хенриета Антония фон Шьонбург-Фордерглаухау (1766 – 1833), дъщеря на граф Карл Хайнрих II фон Шьонбург-Фордерглаухау (1729 – 1800) и графиня Кристиана Вилхелмина фон Айнзидел (1726 – 1798), дъщеря на Йохан Георг фон Айнзидел (1692 – 1760). Те имат четири деца:
- Хелена Констанца Шарлота Хенриета фон Айнзидел (* 22 май 1812, Арменру, Силезия; † 11 октомври 1837, Берлин), омъжена на 12 октомври 1836 г. във Волкенбург за Вилхелм фон Тюмплинг (* 31 декември 1809, Пазевалк, Предна Померания; † 13 декември 1884, Талщайн)
- Клеменс фон Айнзидел (* 4 септември 1817, Мерзебург; † 2 юли 1892, Радибор при Бауцен), женен на 31 юли 1844 г. във Франкфурт на Майн за Елизабет Кампбел (* 23 октомври 1823, Шотландия; † 4 януари 1906, Дрезден); има шест деца
- Каролина Албертина Мария Адолфина фон Айнзидел (* 18 октомври 1819, Йена; † 18 март 1899, Кросен при Цвикау), омъжена на 28 май 1839 г. в Потсдам за Юлиус фон дер Шуленбург (* 2 април 1809, Примерн, Алтмарк; † 16 декември 1893, Дрезден)
- Детлев Ернст Албан фон Айнзидел (* 18 ноември 1820, Волкенбург; † 7 ноември 1845, Берлин)